# Wereldkampioenschappen indooratletiek 1989
De wereldkampioenschappen indooratletiek 1989 werden gehouden van vrijdag 3 maart 1989 tot en met zondag 5 maart 1989 in Boedapest. In totaal namen 373 atleten uit 62 verschillende landen deel.

## Wereldrecords
| Onderdeel           | Nationaliteit | Naam                 | Datum        | Prestatie | Ronde  |
| ------------------- | ------------- | -------------------- | ------------ | --------- | ------ |
| 800 m               | KEN           | Paul Ereng           | 4 maart 1989 | 1.44,84   | finale |
| 3000 m              | NED           | Elly van Hulst       | 4 maart 1989 | 8.33,82   | finale |
| hoogspringen        | CUB           | Javier Sotomayor     | 4 maart 1989 | 2,43 m    | finale |
| 3000 m snelwandelen | AUS           | Kerry Saxby          | 4 maart 1989 | 12.01,65  | finale |
| 5000 m snelwandelen | URS           | Michail Sjtsjennikov | 5 maart 1989 | 18.27,10  | finale |

## Deelnemers

### Nederland
- Nelli Cooman
  - 60 m - 1e in de finale met 7,05 s
- Rob Druppers
  - 800 m - 4e in de halve finale met 1.49,70
- Elly van Hulst
  - 3000 m - 1e in de finale met 8.33,82
- Rob van de Klundert
  - 200 m - 5e in de finale met 21,55 s
- Frans Maas
  - verspringen - 8e in de finale met 7,83 m
- Emiel Mellaard
  - verspringen - 16e in de kwalificatieronde met 7,42 m
- Marjan Olyslager
  - 60 m horden - 6e in de finale met 7,95 s
- Arjen Visserman
  - 400 m - 4e in de halve finale met 46,94 s

### België
- Alain Cuypers
  - 60 m horden - 5e in de series met 11,98 s
- Ronald Desruelles
  - 60 m - 2e in de series met 6,74 s
- Sylvia Dethier
  - 60 m horden - 5e in de series met 8,29 s
- Natalja Jonckheere
  - hoogspringen - 12e in de finale met 1,88 m

## Uitslagen

### 60 m
| rang   | land | naam                 | prestatie |
| ------ | ---- | -------------------- | --------- |
| Goud   | CUB  | Andrés Simón         | 6,52 s    |
| Zilver | GHA  | John Myles-Miles     | 6,59 s    |
| Brons  | ITA  | Pierfrancesco Pavoni | 6,61 s    |
| 4      | ITA  | Antonio Ullo         | 6,63 s    |
| 5      | GBR  | Michael Rosswess     | 6,64 s    |
| 6      | FRG  | Matthias Schlicht    | 6,67 s    |

| rang   | land | naam               | prestatie    |
| ------ | ---- | ------------------ | ------------ |
| Goud   | NED  | Nelli Fiere-Cooman | 7,05 s (WMR) |
| Zilver | USA  | Gwen Torrence      | 7,07 s       |
| Brons  | JAM  | Merlene Ottey      | 7,10 s       |
| 4      | CUB  | Liliana Allen      | 7,16 s       |
| 5      | FRA  | Laurence Bily      | 7,19 s       |
| 6      | FRG  | Ulrike Sarvari     | 7,29 s       |

### 200 m
| rang   | land | naam                | prestatie     |
| ------ | ---- | ------------------- | ------------- |
| Goud   | GBR  | John Regis          | 20,54 s (WMR) |
| Zilver | GBR  | Ade Mafe            | 20,87 s       |
| Brons  | USA  | Kevin Little        | 21,12 s       |
| 4      | ITA  | Sandro Floris       | 21,31 s       |
| 5      | NED  | Rob van de Klundert | 21,55 s       |
| -      | BRA  | Robson da Silva     | DSQ           |

| rang   | land | naam              | prestatie     |
| ------ | ---- | ----------------- | ------------- |
| Goud   | JAM  | Merlene Ottey     | 22,34 s (WMR) |
| Zilver | JAM  | Grace Jackson     | 22,95 s       |
| Brons  | URS  | Natalia Kowtun    | 23,28 s       |
| 4      | FRG  | Silke-Beate Knoll | 23,30 s       |
| 5      | BRA  | Maria Figueiredo  | 23,71 s       |
| 6      | FRA  | Marie-José Pérec  | 23,99 s       |

### 400 m
| rang   | land | naam               | prestatie     |
| ------ | ---- | ------------------ | ------------- |
| Goud   | USA  | Antonio McKay      | 45,59 s (WMR) |
| Zilver | TRI  | Ian Morris         | 46,09 s       |
| Brons  | ESP  | Cayetano Cornet    | 46,40 s       |
| 4      | YUG  | Slobodan Brankovic | 46,48 s       |
| 5      | GBR  | Brian Whittle      | 46,78 s       |
| 6      | CIV  | Gabriel Tiacoh     | 47,35 s       |

| rang   | land | naam               | prestatie |
| ------ | ---- | ------------------ | --------- |
| Goud   | FRG  | Helga Arendt       | 51,52 s   |
| Zilver | USA  | Diane Dixon        | 51,77 s   |
| Brons  | CAN  | Jillian Richardson | 52,02 s   |
| 4      | AUS  | Marie Holland      | 52,17 s   |
| 5      | USA  | Marina Sjmonina    | 52,44 s   |
| 6      | GBR  | Sally Gunnell      | 52,60 s   |

### 800 m
| rang   | land | naam              | prestatie    |
| ------ | ---- | ----------------- | ------------ |
| Goud   | KEN  | Paul Ereng        | 1.44,84 (WR) |
| Zilver | BRA  | José Luíz Barbosa | 1.45,55      |
| Brons  | ITA  | Tonino Viali      | 1.46,95      |
| 4      | USA  | Stanley Redwine   | 1.47,54      |
| 5      | USA  | Ray Brown         | 1.47,93      |
| 6      | GBR  | Ikem Billy        | 1.48,97      |

| rang   | land | naam                 | prestatie     |
| ------ | ---- | -------------------- | ------------- |
| Goud   | GDR  | Christine Wachtel    | 1.59,24 (WMR) |
| Zilver | URS  | Tatjana Grebentschuk | 1.59,53       |
| Brons  | GDR  | Ellen Kießling       | 1.56,68       |
| 4      | ROM  | Violeta Beclea       | 2.00,26       |
| 5      | FRG  | Gaby Lesch           | 2.01,09       |
| 6      | USA  | Joetta Clark         | DNS           |

### 1500 m
| rang   | land | naam              | prestatie     |
| ------ | ---- | ----------------- | ------------- |
| Goud   | IRL  | Marcus O'Sullivan | 3.36,64 (WMR) |
| Zilver | GDR  | Hauke Fuhlbrügge  | 3.37,80       |
| Brons  | USA  | Jeff Atkinson     | 3.38,12       |
| 4      | USA  | Sydney Maree      | 3.38,14       |
| 5      | FRA  | Hervé Phélippeau  | 3.38,76       |
| 6      | TCH  | Radim Kuncicky    | 3.39,97       |
| 7      | URS  | Sergey Afanasyev  | 3.40,46       |
| 8      | ESP  | Manuel Pancorbo   | 3.41,61       |

| rang   | land | naam               | prestatie     |
| ------ | ---- | ------------------ | ------------- |
| Goud   | ROM  | Doina Melinte      | 4.04,79 (WMR) |
| Zilver | URS  | Swetlana Kitowa    | 4.05,71       |
| Brons  | GDR  | Yvonne Mai         | 4.06,09       |
| 4      | URS  | Marina Yachmenyeva | 4.06,52       |
| 5      | ROM  | Mitica Constantin  | 4.09,74       |
| 6      | GBR  | Liz McColgan       | 4.10,16       |
| 7      | GBR  | Karen Hutcheson    | 4.11,37       |
| 8      | POL  | Malgorzata Rydz    | 4.17,53       |

### 3000 m
| rang   | land | naam               | prestatie     |
| ------ | ---- | ------------------ | ------------- |
| Goud   | MAR  | Saïd Aouita        | 7.47,94 (WMR) |
| Zilver | ESP  | José Luis González | 7.48,66       |
| Brons  | FRG  | Dieter Baumann     | 7.50,47       |
| 4      | USA  | Doug Padilla       | 7.50,93       |
| 5      | IRL  | Frank O’Mara       | 7.52,21       |
| 6      | YUG  | Branko Zorko       | 7.52,26       |
| 7      | ESP  | José Luis Carreira | 7.53,22       |
| 8      | ITA  | Stafano Mei        | 7.53,73       |

| rang   | land | naam                 | prestatie    |
| ------ | ---- | -------------------- | ------------ |
| Goud   | NED  | Elly van Hulst       | 8.33,82 (WR) |
| Zilver | GBR  | Liz McColgan         | 8.34,80      |
| Brons  | ROM  | Margareta Keszeg     | 8.47,70      |
| 4      | FRG  | Vera Michallek       | 8.49,66      |
| 5      | GBR  | Nicky Morris         | 8.53,52      |
| 6      | URS  | Ljoedmila Borisova   | 9.04,75      |
| 7      | HUN  | Zita Ágoston         | 9.18,72      |
| -      | -    | Slechts 7 deelnemers | -            |

### 60 m horden
| rang   | land | naam           | prestatie    |
| ------ | ---- | -------------- | ------------ |
| Goud   | USA  | Roger Kingdom  | 7,43 s (WMR) |
| Zilver | GBR  | Colin Jackson  | 7,45 s       |
| Brons  | URS  | Igor Kazanov   | 7,59 s       |
| 4      | GDR  | Holger Pohland | 7,70 s       |
| 5      | CUB  | Emilio Valle   | 7,71 s       |
| 6      | USA  | Tonie Campbel  | 7,86 s       |

| rang   | land | naam                   | prestatie    |
| ------ | ---- | ---------------------- | ------------ |
| Goud   | URS  | Jelizaveta Chernisjova | 7,82 s (WMR) |
| Zilver | URS  | Ludmila Engquist       | 7,83 s       |
| Brons  | GDR  | Cornelia Oschkenat     | 7,86 s       |
| 4      | USA  | Kim McKenzie           | 7,92 s       |
| 5      | ROM  | Michaela Pogacian      | 7,95 s       |
| 6      | NED  | Marjan Olyslager       | 7,95 s       |

### 5000 m snelwandelen/3000 m snelwandelen
| rang   | land | naam                   | prestatie     |
| ------ | ---- | ---------------------- | ------------- |
| Goud   | URS  | Michail Sjtsjennikov   | 18.27,10 (WR) |
| Zilver | TCH  | Roman Mrázek           | 18.28,90      |
| Brons  | URS  | Frants Kostyukevich    | 18.34,07      |
| 4      | HUN  | Sándor Urbanik         | 18.34,77      |
| 5      | ITA  | Giovanni Di Benedictis | 18.40,87      |
| 6      | TCH  | Pavol Blazek           | 18.41,34      |
| 7      | AUS  | Simon Baker            | 19.24,12      |
| 8      | AUS  | Andrew Jachno          | 19.25,24      |

| rang   | land | naam               | prestatie     |
| ------ | ---- | ------------------ | ------------- |
| Goud   | AUS  | Kerry Saxby-Junna  | 12.01,65 (WR) |
| Zilver | GDR  | Beate Gummelt      | 12.07,73      |
| Brons  | ITA  | Ileana Salvador    | 12.11,33      |
| 4      | URS  | Nadezjda Rjasjkina | 12.12,98      |
| 5      | HUN  | Anikó Szebenszky   | 12.27,20      |
| 6      | HUN  | Andrea Alföldi     | 12.31,66      |
| 7      | CAN  | Ann Peel           | 12.32,34      |
| 8      | ESP  | Olga Sánchez       | 12.34,02      |

### Verspringen
| rang   | land | naam            | prestatie    |
| ------ | ---- | --------------- | ------------ |
| Goud   | USA  | Larry Myricks   | 8,37 m (WMR) |
| Zilver | FRG  | Dietmar Haaf    | 8,17 m       |
| Brons  | USA  | Mike Conley     | 8,11 m       |
| 4      | HUN  | László Szalma   | 8,10 m       |
| 5      | CUB  | Jaime Jefferson | 7,96 m       |
| 6      | FRA  | Norbert Brige   | 7,91 m       |
| 7      | CUB  | Ubaldo Duany    | 7,86 m       |
| 8      | NED  | Frans Maas      | 7,83 m       |

| rang   | land | naam                | prestatie |
| ------ | ---- | ------------------- | --------- |
| Goud   | URS  | Galina Tsjistjakova | 6,98 m    |
| Zilver | ROM  | Marieta Ilcu        | 6,86 m    |
| Brons  | URS  | Larisa Berezhnaya   | 6,82 m    |
| 4      | FIN  | Ringa Ropo          | 6,69 m    |
| 5      | ITA  | Antonella Capriotti | 6,45 m    |
| 6      | POL  | Agata Karczmarek    | 6,31 m    |
| 7      | CHN  | Qiying Xiong        | 6,28 m    |
| 8      | USA  | Jennifer Inniss     | 6,02 m    |

### Hink-stap-springen
| rang   | land | naam                | prestatie     |
| ------ | ---- | ------------------- | ------------- |
| Goud   | USA  | Mike Conley         | 17,65 m (WMR) |
| Zilver | CUB  | Jorge Reyna         | 17,41 m       |
| Brons  | CUB  | Juan López          | 17,28 m       |
| 4      | URS  | Vladimir Inozemtsev | 17,17 m       |
| 5      | TCH  | Milan Mikuláš       | 16,84 m       |
| 6      | FRA  | Serge Hèlan         | 16,62 m       |
| 7      | POL  | Andrzej Grabarczyk  | 16,56 m       |
| 8      | GBR  | John Herbert        | 16,55 m       |

### Hoogspringen
| rang   | land | naam               | prestatie   |
| ------ | ---- | ------------------ | ----------- |
| Goud   | CUB  | Javier Sotomayor   | 2,43 m (WR) |
| Zilver | FRG  | Dietmar Mögenburg  | 2,35 m      |
| Brons  | SWE  | Patrik Sjöberg     | 2,35 m      |
| 4      | GBR  | Dalton Grant       | 2,35 m      |
| 5      | FRG  | Carlo Thränhardt   | 2,33 m      |
| 6      | POL  | Krzysztof Krawczyk | 2,28 m      |
| 7      | USA  | Jake Jacoby        | 2,28 m      |
| 8      | TCH  | Robert Ruffini     | 2,28 m      |

| rang   | land | naam               | prestatie |
| ------ | ---- | ------------------ | --------- |
| Goud   | BUL  | Stefka Kostadinova | 2,02 m    |
| Zilver | URS  | Tamara Bykova      | 2,00 m    |
| Brons  | FRG  | Heike Redetzky     | 1,94 m    |
| 4      | YUG  | Biljana Petrovic   | 1,94 m    |
| 5      | USA  | Jan Wohlschlag     | 1,91 m    |
| 6      | AUS  | Gai Kapernick      | 1,91 m    |
| 7      | FRA  | Madely Beaugendre  | 1,91 m    |
| 8      | URS  | Olga Turchak       | 1,91 m    |

### Polsstokhoogspringen
| rang   | land | naam             | prestatie    |
| ------ | ---- | ---------------- | ------------ |
| Goud   | URS  | Rodion Gataullin | 5,85 m (WMR) |
| Zilver | URS  | Grigori Jegorov  | 5,80 m       |
| Brons  | USA  | Joe Dial         | 5,70 m       |
| 4      | POL  | Miroslaw Chmara  | 5,60 m       |
| 5      | FRG  | Bernhard Zintl   | 5,60 m       |
| 6      | HUN  | István Bagyula   | 5,50 m       |
| 7      | ESP  | Alberto Ruiz     | 5,50 m       |
| 8      | ESP  | Javier García    | 5,50 m       |

### Kogelstoten
| rang   | land | naam              | prestatie |
| ------ | ---- | ----------------- | --------- |
| Goud   | GDR  | Ulf Timmermann    | 21,75 m   |
| Zilver | USA  | Randy Barnes      | 21,28 m   |
| Brons  | NOR  | Georg Andersen    | 20,98 m   |
| 4      | USA  | August Wolf       | 20,82 m   |
| 5      | FRG  | Karsten Stolz     | 20,11 m   |
| 6      | CHI  | Gert Weil         | 19,91 m   |
| 7      | ITA  | Alessandro Andrei | 19,77 m   |
| 8      | FIN  | Janne Ronkainen   | 19,25 m   |

| rang   | land | naam            | prestatie |
| ------ | ---- | --------------- | --------- |
| Goud   | FRG  | Claudia Losch   | 20,45 m   |
| Zilver | CHN  | Huang Zhihong   | 20,25 m   |
| Brons  | GDR  | Christa Wiese   | 19,75 m   |
| 4      | FRG  | Stephanie Storp | 19,63 m   |
| 5      | GDR  | Heike Hartwig   | 19,44 m   |
| 6      | CUB  | Belsy Laza      | 19,32 m   |
| 7      | TCH  | Sona Vasíková   | 18,52 m   |
| 8      | CHN  | Li Meisu        | 18,08 m   |

## Verklaring
- WR: Wereldrecord
- WMR: Wereldkampioenschapsrecord
- AR: Werelddeel record
- NR: Nationaal record
- WL: Beste jaarprestatie
- PB: Persoonlijk record
- SB: Beste seizoensprestatie

## Medaillespiegel
| Rang | Land                           | Aantal | Goud | Zilver | Brons |
| ---- | ------------------------------ | ------ | ---- | ------ | ----- |
| 1    | Sovjet-Unie                    | 4      | 5    | 4      | 13    |
| 2    | Verenigde Staten               | 4      | 3    | 4      | 11    |
| 3    | Duitse Democratische Republiek | 2      | 2    | 4      | 8     |
| 4    | West-Duitsland                 | 2      | 2    | 2      | 6     |
| 5    | Cuba                           | 2      | 1    | 1      | 4     |
| 6    | Nederland                      | 2      | –    | –      | 2     |
| 7    | Verenigd Koninkrijk            | 1      | 3    | –      | 4     |
| 8    | Jamaica                        | 1      | 1    | 1      | 3     |
| 8    | ROM                            | 1      | 1    | 1      | 3     |
| 10   | Australië                      | 1      | –    | –      | 1     |
| 10   | Bulgarije                      | 1      | –    | –      | 1     |
| 10   | Ierland                        | 1      | –    | –      | 1     |
| 10   | Kenia                          | 1      | –    | –      | 1     |
| 10   | Marokko                        | 1      | –    | –      | 1     |
| 15   | Spanje                         | –      | 1    | 1      | 2     |
| 16   | Brazilië                       | –      | 1    | –      | 1     |
| 16   | China                          | –      | 1    | –      | 1     |
| 16   | Ghana                          | –      | 1    | –      | 1     |
| 16   | Tsjecho-Slowakije              | –      | 1    | –      | 1     |
| 16   | Trinidad en Tobago             | –      | 1    | –      | 1     |
| 21   | Italië                         | –      | –    | 3      | 3     |
| 22   | Canada                         | –      | –    | 1      | 1     |
| 22   | Noorwegen                      | –      | –    | 1      | 1     |
| 22   | Zweden                         | –      | –    | 1      | 1     |

Parijs 1985 · 
Indianapolis 1987 · 
Boedapest 1989 · 
Sevilla 1991 · 
Toronto 1993 · 
Barcelona 1995 · 
Parijs 1997 · 
Maebashi 1999 · 
Lissabon 2001 · 
Birmingham 2003 · 
Boedapest 2004 · 
Moskou 2006 · 
Valencia 2008 ·
Doha 2010 ·
Istanboel 2012 ·
Sopot 2014 ·
Portland 2016 · 
Birmingham 2018 ·
Belgrado 2022 · 
Glasgow 2024 · 
Nanjing 2025 · 
Toruń 2026
Belgische medaillewinnaars · Nederlandse medaillewinnaars